# Hammerbrecher
Der Hammerbrecher gehört zur Maschinenfamilie der Brecher und dient dazu, Brechgut, wie beispielsweise Kalksteinbrocken, zu zerkleinern. Er zählt in der Ausführung als Einwellen- oder Doppelwellenhammerbrecher zu den meistverwendeten Brechertypen. Die Zerkleinerung des Brechgutes erfolgt durch Schlag- und Prallzerkleinerung. Maschinen nach dem gleichen Prinzip, welche das Material feiner zermahlen, werden Hammermühlen genannt.

## Geschichte
Das Prinzip, Gestein mit hammerartigen Gewichten aufzubrechen, wurde bereits im Mittelalter angewendet. So beschreibt Georgius Agricola in seinem Buch De re metallica aus dem Jahre 1556 einen Hammerbrecher, der von einer Wassermühle angetrieben und zur Zerkleinerung von Erz genutzt wurde. In den darauffolgenden Jahrhunderten blieb die verwendete Technik weitgehend unverändert.
Fortschritte in der Metallurgie erlaubten im 19. Jahrhundert die Herstellung von Hammerbrechern aus Stahl. Gleichzeitig erfolgte der Antrieb nun mittels Dampfmaschine. Die so hergestellten Hammerbrecher waren leistungsfähiger und konnte auch abseits von Wasserläufen aufgestellt werden. Dies machte den Hammerbrecher nun auch für den Einsatz im Straßenbau interessant. Das mühsame Zerkleinern von Hand wurde überflüssig, da nun dampfbetriebene Hammerbrecher fortan die benötigte Gesteinskörnung für den Bau von Makadam-Straßen lieferten.
Um die Jahrhundertwende kamen neue Brechmaschinen, wie etwa Backen- und Kreiselbrecher, auf den Markt und machten dem Hammerbrecher Konkurrenz.

## Technik
Hammerbrecher bestehen aus einem Rotor mit Scheiben, auf denen im äußeren Bereich gelenkig gelagert Hämmer angebracht sind. Sie weisen konstruktive Ähnlichkeit zu Horizontal-Prallbrechern auf. Die hohe Schwungmasse des Rotors ermöglicht eine einstufige Zerkleinerung von Aufgabestücken mit bis zu 2,5 m Kantenlängen in einem Arbeitsgang auf unter 25 mm. Dabei werden Durchsatzleistungen von über 2.000 t/h erreicht.
Hammerbrecher sind einfach und kompakt in der Konstruktion, robust in der Bauweise, leistungsstark, sicher und wartungsarm im Betrieb. Sie eignen sich besonders für die Zerkleinerung von mittelhartem, auch feuchtem Gestein, zudem besitzen sie ein gutes Zerkleinerungsverhältnis (1:10 bis 1:15). Sie werden ausschließlich stationär oder semimobil eingesetzt.